# Zatoka Wrigleya
Zatoka Wrigleya (ang. Wrigley Gulf) – zatoka Oceanu Południowego, położona wzdłuż wybrzeża Lodowca Szelfowego Getza. Jej szerokość wynosi około 115 mil (185 km). Została odkryta w grudniu 1940 roku i nazwana na cześć Philipa K. Wrigleya, przemysłowca z Chicago, który wsparł ekspedycję.